# Amina Anshba
Amina Anshba, née le 9 septembre 1999, en Russie, est une joueuse russe de tennis.

## Carrière professionnelle
Amina Anshba commence sa carrière sur le circuit ITF en 2015. Elle a remporté, à ce jour, 5 titres en simple et 24 en double.
En 2022 et 2023, elle commence à obtenir en double des résultats significatifs sur le circuit WTA : elle parvient en finale du tournoi WTA 250 de Palerme, du tournoi WTA 125 de Contrexéville puis du tournoi WTA 250 de Lausanne.
Le 16 septembre 2023, elle remporte en double avec l'Américaine Quinn Gleason le tournoi WTA 125 de Ljubljana.

## Palmarès

### Titre en double dames
Aucun.

### Finales en double dames
| No | Date       | Nom et lieu du tournoi           | Catégorie | Dotation  | Surface      | Vainqueures                      | Partenaire       | Score    |          |
| -- | ---------- | -------------------------------- | --------- | --------- | ------------ | -------------------------------- | ---------------- | -------- | -------- |
| 1  | 18/07/2022 | 33rd Palermo Ladies Open Palerme | WTA 250   | 251 750 $ | Terre (ext.) | Anna Bondár Kimberley Zimmermann | Panna Udvardy    | 6-3, 6-2 | Parcours |
| 2  | 24-07-2023 | Ladies Open Lausanne Lausanne    | WTA 250   | 259 303 $ | Terre (ext.) | Anna Bondár Diane Parry          | Anastasia Dețiuc | 6-2, 6-1 | Parcours |

### Titres en double en WTA 125
| No | Date       | Nom et lieu du tournoi                 | Catégorie | Dotation  | Surface      | Partenaire       | Finalistes                         | Score             |          |
| -- | ---------- | -------------------------------------- | --------- | --------- | ------------ | ---------------- | ---------------------------------- | ----------------- | -------- |
| 1  | 11-09-2023 | Zavarovalnica Sava Ljubljana Ljubljana | WTA 125   | 115 000 $ | Terre (ext.) | Quinn Gleason    | Freya Christie Yuliana Lizarazo    | 6-3, 6-4          | Parcours |
| 2  | 29-04-2024 | Open 35 de Saint-Malo Saint-Malo       | WTA 125   | 115 000 $ | Terre (ext.) | Anastasia Dețiuc | Estelle Cascino Carole Monnet      | 7-67, 2-6, [10-5] | Parcours |
| 3  | 03-02-2025 | L&T Mumbai Open Bombay                 | WTA 125   | 115 000 $ | Dur (ext.)   | Elena Pridankina | Arianne Hartono Prarthana Thombare | 7-64, 2-6, [10-7] | Parcours |

### Finale en double en WTA 125
| No | Date       | Nom et lieu du tournoi          | Catégorie | Dotation  | Surface      | Vainqueures                 | Partenaire       | Score            |          |
| -- | ---------- | ------------------------------- | --------- | --------- | ------------ | --------------------------- | ---------------- | ---------------- | -------- |
| 1  | 10-07-2023 | Grand Est Open 88 Contrexéville | WTA 125   | 115 000 $ | Terre (ext.) | Cristina Bucșa Alena Fomina | Anastasia Dețiuc | 4-6, 6-3, [10-7] | Parcours |

## Parcours en Grand Chelem

### En simple dames
N'a jamais participé à un tableau final.

### En double dames
| Année | Open d'Australie | Open d'Australie | Internationaux de France                                                      | Internationaux de France | Wimbledon | Wimbledon | US Open | US Open |
| ----- | ---------------- | ---------------- | ----------------------------------------------------------------------------- | ------------------------ | --------- | --------- | ------- | ------- |
| 2024  | —                | —                | 1/8 de finale A. Dețiuc \|\| style="text-align:left;" \| S. Errani J. Paolini |                          |           |           |         |         |

N.B. : le nom de la partenaire se trouve sous le résultat ; les noms des ultimes adversaires se trouvent à droite.

## Classements WTA en fin de saison
| Année          | 2015 | 2016 | 2017 | 2018 | 2019 | 2020 | 2021 | 2022 | 2023 | 2024 |
| Rang en simple | 685  | 751  | 449  | 315  | 374  | 345  | 282  | 431  | 385  | 530  |
| Rang en double | 878  | 716  | 417  | 236  | 185  | 200  | 140  | 122  | 91   | 109  |

Source : (en) Classements de Amina Anshba sur le site officiel de la Fédération internationale de tennis